# جنگل‌های بارانی حاره‌ای کوئینزلند
جنگل‌های بارانی حاره‌ای کوئینزلند (انگلیسی: Queensland tropical rain forests) بوم‌ناحیه‌ای (شناسه WWF: AA0117) متعلق به قلمرو استرالزی است که بخشی از ساحل کوئینزلند در شمال‌شرقی استرالیا را می‌پوشاند. این جنگل حاوی بهترین آثار زنده دنیا از مراحل اصلی تاریخ تکامل گیاهان زمینی جهان، از جمله بسیاری از گونه‌های باقیمانده از گیاهان جهان از ابرقاره باستانی گوندوانا است. تاریخ فرگشت کیسه‌داران و پرندگان آوازخوان نیز به خوبی در این بوم‌ناحیه نشان داده شده است.